# حبيل شجاري (المسيمير)

تعديل مصدري - تعديل

حبيل شجاري هي إحدى قرى عزلة المسيمير بمديرية المسيمير التابعة لمحافظة لحج، بلغ تعداد سكانها 77 نسمة حسب تعداد اليمن لعام 2004.